# Rayonnement de transition
Le rayonnement de transition est une forme de rayonnement électromagnétique émise quand une particule chargée passe à travers un milieu non homogène, par exemple la frontière entre deux milieux. Ceci est en contraste avec l'effet Vavilov-Tcherenkov qui a lieu quand une particule chargée traverse un milieu diélectrique homogène à une vitesse supérieure à la vitesse de phase du rayonnement électromagnétique dans ce milieu.

## Histoire
Le rayonnement de transition a été démontré théoriquement par Ginzburg et Frank en 1945. Ils ont montré l'existence du rayonnement de transition quand une particule chargée traverse perpendiculairement une frontière entre deux différents milieux homogènes. La fréquence du rayonnement émis dans le sens opposé à la direction de la particule est principalement dans la lumière visible. L'intensité (en) du rayonnement est proportionnelle de manière logarithmique au facteur de Lorentz de cette particule. Cela fournit une nouvelle manière de calculer le facteur de Lorentz des particules relativistes. Mais l'énergie du rayonnement est très faible, ce qui rend sa mesure difficile.
En 1959, Garibian (en) a montré théoriquement que la perte d'énergie d'une particule ultra-relativiste, quand elle émet un rayonnement de transition alors qu'elle traverse la frontière entre un milieu et le vide, est directement proportionnel au facteur de Lorentz de la particule. D'autres recherches ont montré que la raison de cette relation est que le rayonnement émis dans la direction du mouvement de la particule comprend également des rayons X.
La découverte théorique des rayons X dans le rayonnement de transition, qui est directement proportionnel au facteur de Lorentz, a rendu possible d'autres utilisation du rayonnement de transition en physique des hautes énergies. Ainsi, depuis 1959 des recherches théoriques et expérimentales intensives sur le rayonnement de transition et sur les rayons X dans le rayonnement de transition en particulier ont eu lieu,.

## Rayonnement de transition optique
Le rayonnement de transition optique est produit par des particules chargées relativiste quand elles traversent la frontière entre deux milieux de permittivité différentes. Le rayonnement émis est la différence homogène entre les deux solutions non homogènes des équations de Maxwell du champ magnétique et électrique de la particule en mouvement dans les chacun des milieux pris séparément. En d'autres mots, puisque le champ électrique de la particule est différent dans chacun des milieux, la particule doit « se débarrasser de » la différence quand elle traverse la frontière. L'énergie perdue par la particule lors de la transition dépend du facteur de Lorentz γ = E/mc2 et le rayonnement est principalement dirigé vers l'avant, avec un angle de l'ordre de 1/γ par rapport à la direction de la particule. L'intensité du rayonnement émis est en gros proportionnel à l’énergie E de la particule.
Le rayonnement de transition optique est émis vers l'avant et est également réfléchi par la surface de transition entre les deux milieux. Dans le cas d'une surface ayant un angle de 45 degrés par rapport au faisceau de particules, la forme du faisceau de particules peut être perçue visuellement sous un angle de 90 degrés. Une analyse plus poussée du rayonnement optique émis pourrait permettre la détermination de γ et de l'emittance.
La caractéristique de ce rayonnement électromagnétique le rend utile pour la discrimination de particules, en particulier d'électrons et de hadrons dans l'intervalle 1 et 100 GeV/c.
Les photons du rayonnement de transitions produits par les électrons ont des longueurs d'onde dans la gamme des rayons X, avec des énergies typiquement comprises entre 5 et 15 keV. Cependant le nombre de photons produits est très petit : pour des particules avec γ = 2 × 103, environ 0,8 photons dans la gamme des rayons X sont détectés. Habituellement plusieurs couches alternées de matériaux ou composés différents sont utilisées pour recueillir suffisamment de photons du rayonnement de transition pour une mesure correcte — par exemple une couche de matériau inerte suivi par une couche détectrice (par exemple une chambre de gaz micro-ruban) et ainsi de suite.
En plaçant plusieurs couches d'épaisse très précises et plusieurs séparateurs de couches, la cohérence modifie le spectre du rayonnement de transition et ses caractéristiques angulaires. Cela permet d'obtenir un plus grand nombre de photons pour un volume angulaire moindre. Les applications comme source de rayons X sont limitées par le fait que les rayons sont émis dans un cône avec un minimum d'intensité au centre.